# Franziskaner
Franziskaner è un birrificio tedesco con sede a Monaco di Baviera che produce birra di frumento, fondato dal mastro birraio Seidel Vaterstetter nel 1363. Deve il proprio nome alla sua vicinanza con un monastero francescano sito in Residenzstrasse a Monaco. 
Il frate francescano rappresentato sull'etichetta fu disegnato dall'artista tedesco Ludwig Hohlwein nel 1935.

## Storia
Nel 1363 viene fondato con il nome di "Bräustatt bey den Franziskanern", divenendo il primo birrificio civile nel circondario della residenza di Monaco di Baviera. Il nome deriva dal convento dell'ordine francescano.
Nel 1841 il birrificio si trasferisce nella cittadina di Au. Nel 1858 Joseph Sedlmayr, proprietario della Leist-Brauerei e figlio di Gabriel, proprietario della Spatenbräu, diventa coproprietario della Franziskaner, completando poi l'acquisizione tre anni più tardi. Nel 1865 la produzione della Leist-Brauerei viene fermata continuando la produzione solo nel birrificio di Au.
Nel 1872 per la prima volta una birra prodotta dalla Franziskaner viene servita durante l'Oktoberfest: si trattava della Ur-Märzen, una birra ambrata prodotta secondo lo stile viennese. Nel 1909 il birrificio diventa una società per azioni. Nel 1922 il birrificio viene definitivamente fuso con la Spaten di proprietà del fratello Gabriel Sedlmayr, confluendo nella neocostituita società Gabriel und Joseph Sedlmayr Spaten-Franziskaner-Leistbräu AG con l'obiettivo di creare sinergie tra i due birrifici. Nel 1935 l'artista di Monaco di Baviera Ludwig Hohlwein disegna il logo del frate francescano, tuttora presente sulle bottiglie.
Nel 1964 il gruppo Franziskaner-Spaten Franziskaner produce per la prima volta la Weißbier, commercializzata con il nome Spaten Champagner Weissbier. Nel 1968 viene poi ribattezzata in Club-Weiße. Nel 1974 viene introdotta sul mercato la prima birra di frumento a marchio Franziskaner, la Franziskaner Hefe-Weissbier. A partire dal 1984 l'Hefe-Weissbier inizia ad essere importata su scala nazionale al di fuori della zona di Monaco.
Nel 2003 la Franziskaner produce un milione di ettolitri di birra, che ne fanno il terzo birrificio tedesco per produzione. Nel 2004 la Spaten-Franziskaner entra a far parte della multinazionale della birra InBev, iniziando così ad essere distribuita al di fuori della Germania. Con il cambio di proprietario viene attuato un riposizionamento del marchio della birra testimoniato dal nuovo motto Kenner schätzen Franziskaner Weissbier (i conoscitori apprezzano la birra bianca Franziskaner).

## Birre prodotte
Le birre prodotte sono:
- Naturtrüb (1363): hefeweizen non filtrata, 12,5 gradi saccarometrici circa, alcol 5% vol
- Dunkel: weizen scura, 5% vol.
- Kristallklar: weizen filtrata.
- Leicht: Versione più leggera.
- Royal (2011): versione più forte, con 5% vol.
- Alkoholfrei: weizen analcolica.
- Alkoholfrei Holunder (2014): weizen analcolica aromatizzata al sambuco.
- Alkoholfrei Zitrone (2014): weizen analcolica aromatizzata al limone.
- Alkoholfrei Blutorange (2015): weizen analcolica aromatizzata all'arancia.